# تفاح أجرد
تفاح أجرد (الاسم العلمي:Malus glabrata) هو نوع من النباتات يتبع جنس التفاح من الفصيلة الوردية.